# 中國國民黨第十二次全國代表大會

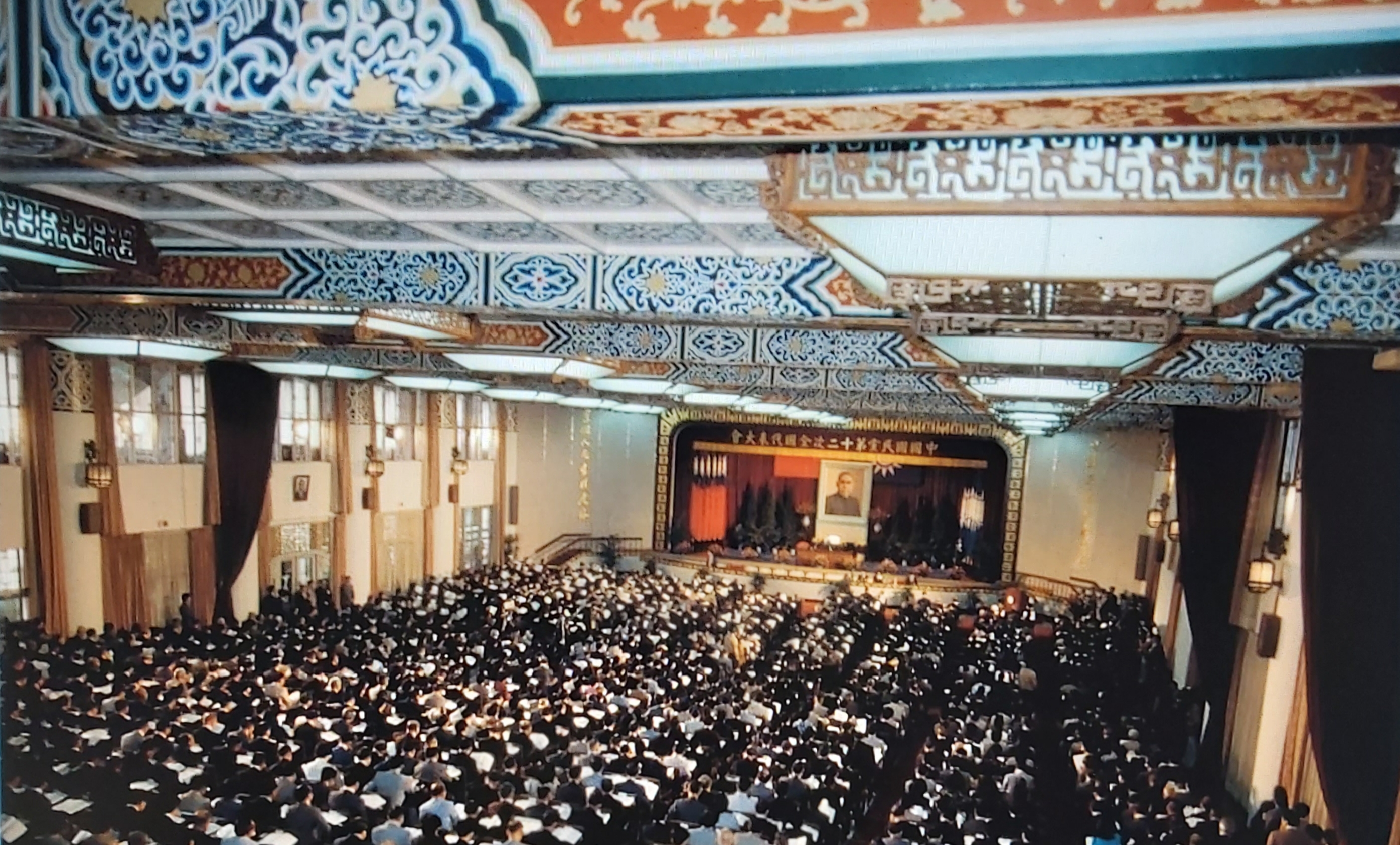
中國國民黨第十二次全國代表大會

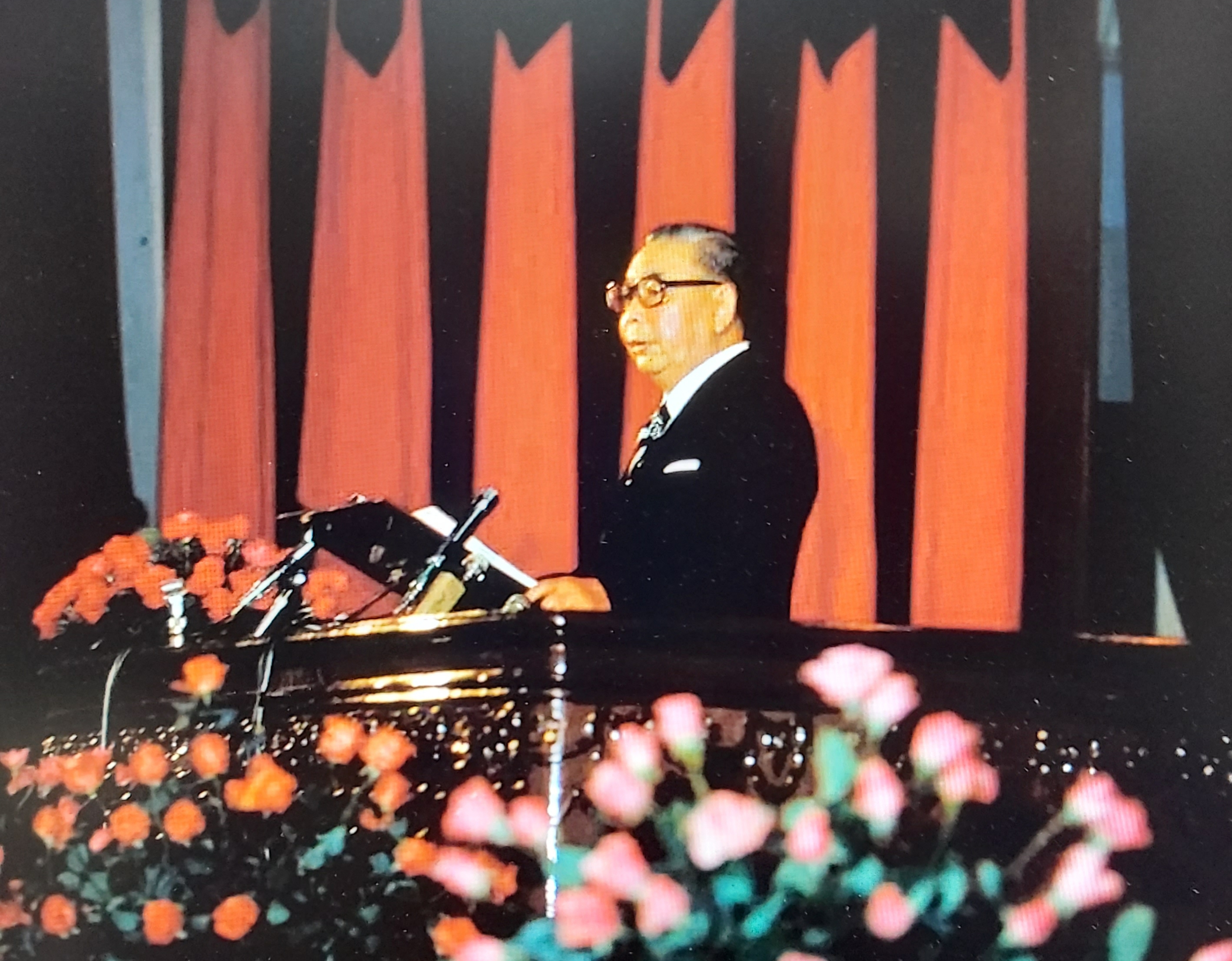
時任中國國民黨主席蔣經國發表致詞

中國國民黨第十二次全國代表大會，簡稱十二全大會，1981年3月29日至4月5日在臺灣臺北市北投區陽明山中山樓舉行。該次大會主要通過了「貫徹以三民主義統一中國案」以及「積極地與黨友聯絡，永久地與民眾共同前進」的「中國國民黨黨章修正案」。時任中華民國總統蔣經國於此次大會上蟬連中國國民黨主席一職。
為了應對中國共產黨之統戰策略成立三民主義統一中國大同盟。

## 大會籌備工作
1980年10月29日，第十一屆中央常務委員會第一九〇次會議通過於民國七十年三月二十九日青年節在陽明山中山樓中華文化堂舉行第十二次全國代表大會，並與1981年1月8日經中央委員會發出通告。
中央隨後成立了以蔣彥士為主任委員的大會籌備委員會，統籌籌備工作。

## 代表統計分析
十二全大會代表共八百六十一人，其中分為臺灣復興基地各黨部代表，海外黨部代表與大陸地區代表。
臺灣復興基地各種黨部產生代表五百七十一人，分別產生自臺灣省黨部、臺北市黨部、高雄市黨部、中央民意代表黨部、北部、中部、南部知青（孔知忠）黨部、國軍退除役官兵（黃復興）黨部、凱旋（王師凱）黨部、金馬特派員辦公處、公路、鐵路、電信、郵政、航運、新聞及生產事業黨部。一共571名代表中，男性占89.84%，本省籍者253人，外省籍及金門籍者318人，平均年齡48.5歲，以行政，教育及民意代表居多。
海外黨部產生代表二百二十人，其中一百六十三人系選舉產生，男性占94.09%，本省籍者20人，外省籍者200人，其中廣東省籍代表就有107人，平均年齡50.2歲，以工商業人士居多。
大陸地區產生代表七十人，其中有敵後代表，前進基地代表，中央政府各情報及治安單位代表以及身在復興基地之邊疆代表，本省籍1人，外省籍59人。

## 貫徹以三民主義統一中國
|                                                                      | 中共師承馬列邪說，出賣民族，摧殘文化，成為近六十年來中國一切禍亂的根源，雖屢次誓言服膺三民主義，表面上標榜國家統一，實際上卻破壞國家統一。觀夫中共於北伐、抗戰前後所作之聲明，其言行相悖，可為佐證。自其竊據大陸以來，更積三十一年來的罪惡，造成政治腐敗、文化落後、社會混亂；倡言「四化」而貧困日甚，叫囂「安定」而內鬥不已。由此證明共產主義完全破產，共產制度徹底失敗。 |
| ——中國國民黨第十二次全國代表大會通過重要議題：貫徹以三民主義統一中國 | |